# Пальметта
Пальметта, пальметка (фр. palmette, уменьшит. от лат. palmа из др.-греч. πάλάμη — ладонь) — элемент растительного орнамента в виде веерообразных листьев пальмы, по сходству с ладонью, или с «растопыренными пальцами руки». Данный мотив в декоративном искусстве представляет собой геометризованное изображение веерообразно расходящихся листьев пальмового дерева из цветочной чашечки с двумя спиралевидными усиками по сторонам.
Пальметта встречается в большинстве художественных средств, но особенно в качестве архитектурного орнамента, резного или расписного элемента, а также росписи по керамике, развиваясь затем в искусстве большей части Евразии, часто в формах, которые имеют относительно мало сходства с оригиналом. Встречаются пальмовые ветви больше похожие на лепестки цветка жимолости. Полупальметта, разделённая по вертикали, также распространена, в том числе при использовании в рольверке.

## Описание
Пальметта состоит из симметричной группы раскидистых «веточек», которые расходятся от одного основания, обычно расширяясь по мере разрастания, и заканчиваются округлым или довольно тупым заострённым кончиком. Может быть центральный завиток, который крупнее остальных. Количество завитков может быть разным, но обычно их от пяти до пятнадцати. В некоторых вариантах пальметты становятся различимы черты лица. Характерной составной частью пальметты являются завитки у основания, которые называются волютой.

## История
Мотив пальметты в теории формообразования орнамента исследовал выдающийся австрийский историк и теоретик искусства Алоиз Ригль в классической работе 1893 года «Вопросы стиля. Основные положения к истории орнамента» (Stilfragen. Grundlegungen zu einer Geschichte der Ornamentik). 
Этот мотив зародился в Древнем Египте. Известны различные типы египетских пальметт — простые, с одиночным листом пальмы; с мотивом восходящего солнца; лотосовидные кисти; цветок или пальмовая ветвь, опирающиеся на свиток. Из Египта мотив пальметты распространился на остров Крит, в Месопотамию и Персию. В Месопотамии пальметты (особого рисунка) были солнечным знаком богини Иштар. Лепестки пальметты уподобляли солнечным лучам, которые заканчивались точками — звёздами. 
Своеобразную форму имеет сирийская лотосовидная пальметта, схожая со стилизованным цветком лотоса в качестве мотива эолийской капители.

### Антемий
Похожий мотив иного происхождения — антемий (анфемий, антимис, антелий, анфелий; др.-греч. άνθεμιον, άνθος — цветок — род растений семейства сложноцветных с перистыми, щетинообразными листьями). В отличие от пальметты, антемий происходит от египетского мотива цветка лотоса и выглядит иначе. В античной архитектуре ионического ордера антемий, чередуясь с пальметтами, образует орнаментальный фриз. Отсюда неправомерное отождествление двух разных мотивов и упрощённое понимание такого орнамента, ставшее обычным для многих справочных изданий.
Таким образом, второе значение термина "антемий" - ленточный орнамент из пальметт, сочетания пальметт, лотосов, лилий и пр.

### Развитие
В отличие от архитектуры Малой Азии, древние эллины стали свободно совмещать в архитектурных фризах и орнаментальных поясах различных ордеров разнородные мотивы: пальметты, антемии, стилизованные цветки и бутоны лотоса, аканты, апии, трилистники, розетки. 
В древнегреческом искусстве мотив пальметты использовали в качестве наверший надгробных стел, антефиксов и акротериев. В древнегреческой вазописи изображения пальметт появляются на рубеже VIII—VII века до н. э. С IV в. до н. э. появлялись пальметты с загнутыми концами листьев, они получили название «пламенеющие пальметты» (фр. flame palmette) (en).

#### В других культурах
Латинский термин «пальметта» условно относят к искусству Ближнего и Среднего Востока. Индийская, или восточная, пальметта представляет собой, по одной из версий, стилизованную ветвь кипариса. Ближайший мотив: бута (восточная пальметта), или «восточный огурец», — изображение овала с заострённой и загнутой верхушкой, заполненного мелким орнаментом. Вариации буты встречаются в орнаментике восточных, в частности азербайджанских, ковров. 
Персидская пальметта близка по рисунку так называемому «византийскому цветку» — трёхлепестковой или пятилепестковой пальметте со спирально закрученными усиками у основания. Его повторяли в качестве элемента раппорта на персидских и сирийских тканях и коврах VII—VIII веков. Этот мотив получил название «византийской связки», или «банд-е-руми» («римской перевязи»; руми на персидском означает римский, ромейский — ромеями себя называли византийцы). 
Персидские, арабские и «византийские цветки» вписывали в ромбические медальоны и в таком виде они образовывали плотный раппорт шитых шёлковых и бархатных тканей. По образцу византийских такие ткани вырабатывали в Венеции, где подобные мотивы получили название «венецианского цветка». Этот мотив широко использовали в декоративном искусстве проторенессанса и итальянского Возрождения (XII—XVI веков).
. 
В архитектуре античности, Ренессанса, классицизма, барокко и неоклассицизма рельефные пальметты использовали в качестве «заполнительного орнамента» в раковинах скульптурных ниш, арочных тимпанах, десюдепортах, в декоративных решётках ворот, оградах мостов и балконов. Многие мотивы геральдики в иконографическом и композиционном отношениях связаны с пальметтой: геометризованный цветок ириса (герб Флоренции) и «королевская лилия», или «флёр-де-лис» (фр. fleur de lys), французских Бурбонов, стали символом божественного права королей, что мистически, через происхождение древних пальметт, соотносили со знаком Солнца.

## Галерея
- Орнаменты в форме пальметты
- Пальметта чередуется с антемией. Индия, III век
- Пальметта на ограде Демидова моста. Санкт-Петербург, 1835 год
- Пальметта на надгробии
- Минойская пальметта на сосуде из Камареса, 1700—1650 гг. до н. э., керамика, Археологический музей Ираклиона, Греция
- Древнеегипетская пальметта на потолочном узоре из гробницы Кенамуна, ок. 1479—1400 гг. до н. э.
- Ассирийская пальметта на рельефе с Ашшурнацирапалом II, IX век до н. э.
- Ассирийская пальметта из слоновой кости из Нимруда, 9-7 вв. до н. э.
- Ассирийская пальметта из слоновой кости из Нимруда, 9-7 вв. до н. э.
- Ахеменидские кирпичи с пальметтой, ок. 6—4 вв. до н. э.
- Древнегреческие пальметты, храм Аполлона в Коринфе, ок. 550 г. до н. э.
- Этрусские пальметты на подносе для подношений, ок. 550—500 гг. до н. э.
- Древнегреческие пальметты на амфоре с изображением Ахилла и Аякса, играющих в кости, работы Эксекия, 550-525 гг. до н. э., керамика, Музеи Ватикана
- Этрусский антефикс женской фигуры с пальметтами, ок. 520—510 гг. до н. э.
- Древнегреческая полоса пальметт на сосуде, ок. 510 г. до н. э.
- Древнегреческие полосы пальметт на сосуде, ок. 510 г. до н. э.
- Древнегреческая полоса из пальметт и завитков на сосуде, ок. 510—470 гг. до н. э.
- Древнегреческий фриз из больших пальметт. Кружка в виде женской головы, ок. 500-490 гг. до н. э.
- Древнегреческая деталь ионического фриза Эрехтейона, Афины, 421—405 гг. до н. э.
- Древнегреческая пиксида с крышкой, художник Мейдиас, 420—400 гг. до н. э.
- Древнегреческая пальметта, украшенная парой сфинксов, IV век до н. э., мрамор
- Этрусская пальметта на антефиксе с маскароном Силена, IV век до н. э.
- Древнегреческая пальметта на могильной стеле, середина IV века
- Древнегреческий акротерий, украшенный двойной пальметтой, ок. 350—325 гг. до н. э., мрамор
- Древнегреческая капитель ионической колонны Эрехтейона с полосой пальметт под ней
- Древнегреческий рельеф с пальметтами из руин храма Аполлона в Дидиме, Турция, ок. 300-150 гг. до н. э.
- Древнегреческая пальметта, Миеза, III век до н. э.
- Древнегреческие полихромные пальметты
- Птолемеевская инкрустация с двумя пальметтами, 100 г. до н. э., стекло
- Древнеегипетские пальметты на капители, 41-68 гг. н. э., песчаник
- Исламские пальметты на капители, ок. 750—800
- Барочный маскарон с пальметтой. Отель d'Aubray, Париж, XVII век
- Пальметта в стиле рококо, Нанси, 1755 год
- Пальметты в стиле рококо (четыре, между фестонами) на потолке капеллы Святой Анны, Монастырь Буксхайм, Германия, XVIII век
- Неоклассическая пальметта на тумбочке, из спальни мадам Рекамье, Лувр
- Неоклассическая металлическая пальметта на столе в Пантеоне, Париж, XVIII или XIX век
- Неоклассическая пальметта на табурете, 1804 год
- Неоклассическая кованая деталь двери Луврской колоннады, с ринсо, двумя пальметтами и буквой N в честь Наполеона, ок. 1810 года
- Неоклассические пальметты на кайме бумаги, изготовленной вручную, 1815—1825
- Неоклассическая решётка двери дома, Париж, ок. 1850 года
- Неоклассические пальметты на доме, Бухарест, Румыния, 1871 год
- Пальметта в стиле барокко, Сент-Круа-о-Мин, Франция, 1900 год
- Пальметты и картуш, Бухарест, Румыния, ок. 1900 года
- Пальметта в стиле Бозар, Бухарест, Румыния, 1911—1923 годы
- Неоклассическая пальметта на 195 Бродвее, Нью-Йорк, 1912—1922 годы
- Пальметта на надгробии, Бухарест, 1913 год
- Пальметты в стиле ар-деко, Бухарест, ок. 1920 года
- Пальметты в стиле ар-деко, Бухарест, ок. 1930 года
- Высокостилизованная пальметта в стиле ар-деко, Майами-Бич, США, 1936 год
- Пальметта в орнаменте рольверка
- Пальметта на надгробии
- Потолок в Лувре
- Забор с пальметтой у Пантеона. Париж
- Масляная лампа. Римская Империя, II век
- Антефикс
- Дворец Нимфенбург, Мюнхен